# Daniel Stendel
Daniel Stendel (Fráncfort del Óder, Bezirk Frankfurt, Alemania del Este; 4 de abril de 1974) es un exfutbolista y entrenador de fútbol alemán que dirige al Hannover 96 II.

## Trayectoria

### Hannover 96
El 3 de abril de 2016 fue nombrado entrenador del primer equipo del Hannover 96 para el resto de la temporada, anteriormente fue jugador y entrenador de los equipos juveniles del club. Fue despedido el 20 de marzo de 2017 con un récord de 17 victorias, nueve empates y ocho derrotas.

### Barnsley
El 6 de junio de 2018, Stendel firmó contrato como entrenador del Barnsley de la League One de Inglaterra por dos años. El 30 de abril de 2019 aseguró el segundo lugar en la clasificación, y el ascenso del club a la EFL Championship. Fue despedido el 8 de octubre de 2019 con un récord de 31 victorias, 18 empates y 17 derrotas.

### Heart of Midlothian
Stendel fue nombrado entrenador del club escocés Hearts en diciembre de 2019, con un contrato que se extendería hasta el verano de 2022. En marzo de 2020, durante la pandemia de coronavirus, el fútbol escocés se suspendió indefinidamente. Para ayudar a Hearts durante este período, Stendel se negó a aceptar pagos de salarios. El club estaba en la parte inferior de la Scottish Premiership 2019-20 en el momento en que se suspendió la liga, y posteriormente descendieron cuando se reanudó el campeonato. Stendel tenía una cláusula en su contrato que significaba que estaría vigente si Hearts descendía de la Premiership, por lo que el club nombró a Robbie Neilson para reemplazarlo el 21 de junio de 2020.

### Nancy
El 20 de mayo de 2021, Stendel fue nombrado entrenador del AS Nancy de Francia en la Ligue 2 con un contrato inicial de dos años. El 24 de septiembre de 2021, Stendel fue despedido de su cargo en el club luego de un empate 1-1 contra Amiens SC. El club se encontraba en la parte inferior de la tabla de la liga sin victorias en los primeros diez juegos.

### Hannover 96 II
En julio de 2022, Stendel regresó a Hannover, ya que fue nombrado entrenador del equipo de reserva del club, Hannover 96 II.

## Clubes

### Como jugador
ref.
| Club             | País     | Año         |
| ---------------- | -------- | ----------- |
| FFC Viktoria     | Alemania | 1991 - 1992 |
| Hamburgo S.V. II | Alemania | 1992 - 1997 |
| Hamburgo S.V.    | Alemania | 1995 - 1997 |
| SV Meppen        | Alemania | 1997 - 1998 |
| FC Gütersloh     | Alemania | 1998 - 1999 |
| Hannover 96      | Alemania | 1999 - 2006 |
| FC St. Pauli     | Alemania | 2006 - 2007 |
| Hannover 96 II   | Alemania | 2007 - 2008 |

### Como entrenador
| Club                | País       | Año         |
| ------------------- | ---------- | ----------- |
| Hannover 96         | Alemania   | 2016 - 2017 |
| Barnsley            | Inglaterra | 2018 - 2019 |
| Heart of Midlothian | Escocia    | 2019 - 2020 |
| AS Nancy            | Francia    | 2021        |
| Hannover 96 II      | Alemania   | 2022 - Act. |